# Biatlo na Universíada de Inverno de 2013
As competições de biatlo na Universíada de Inverno de 2013 foram disputadas no Stadio del Fondo di Lago di Tesero em Tesero, na Itália, entre 13 e 20 de dezembro de 2013.

## Calendário
| Biatlo         | Dezembro  | Dezembro  | Dezembro  | Dezembro  | Dezembro  | Dezembro  | Dezembro  | Dezembro  | Dezembro  | Dezembro  | Dezembro  | Dezembro  |
| Biatlo         | 10        | 11        | 12        | 13        | 14        | 15        | 16        | 17        | 18        | 19        | 20        | 21        |
| Masculino      | Masculino | Masculino | Masculino | Masculino | Masculino | Masculino | Masculino | Masculino | Masculino | Masculino | Masculino | Masculino |
| -------------- | --------- | --------- | --------- | --------- | --------- | --------- | --------- | --------- | --------- | --------- | --------- | --------- |
| Individual     |           |           |           | 1         |           |           |           |           |           |           |           |           |
| Sprint         |           |           |           |           |           | 1         |           |           |           |           |           |           |
| Perseguição    |           |           |           |           |           |           | 1         |           |           |           |           |           |
| Saída em massa |           |           |           |           |           |           |           |           |           |           | 1         |           |
| Feminino       |           |           |           |           |           |           |           |           |           |           |           |           |
| Individual     |           |           |           | 1         |           |           |           |           |           |           |           |           |
| Sprint         |           |           |           |           |           | 1         |           |           |           |           |           |           |
| Perseguição    |           |           |           |           |           |           | 1         |           |           |           |           |           |
| Saída em massa |           |           |           |           |           |           |           |           |           |           | 1         |           |
| Misto          |           |           |           |           |           |           |           |           |           |           |           |           |
| Equipe         |           |           |           |           |           |           |           |           | 1         |           |           |           |

|  | Treino não oficial |  | Treino oficial |  | Dia de competição |  | Dia de final |

## Medalhistas
| Evento         | Ouro                                                                             | Prata                                                                         | Bronze                                                            |
| Masculino      | Masculino                                                                        | Masculino                                                                     | Masculino                                                         |
| -------------- | -------------------------------------------------------------------------------- | ----------------------------------------------------------------------------- | ----------------------------------------------------------------- |
| Individual     | RUS Sergei Kliachin                                                              | RUS Aleksandr Mingalev                                                        | SRB Milanko Petrović                                              |
| Sprint         | SRB Milanko Petrović                                                             | UKR Vitaliy Kilchytskyy                                                       | UKR Dmytro Pidruchnyi                                             |
| Perseguição    | RUS Aleksandr Pechenkin                                                          | RUS Sergei Kliachin                                                           | AUS Alexei Almoukov                                               |
| Saída em massa | UKR Dmytro Pidruchnyi                                                            | CZE Tomas Krupcik                                                             | RUS Dmitrii Elkhin                                                |
| Feminino       |                                                                                  |                                                                               |                                                                   |
| Individual     | SVK Natalia Prekopova                                                            | POL Weronika Nowakowska-Ziemniak                                              | CZE Jitka Landova                                                 |
| Sprint         | POL Weronika Nowakowska-Ziemniak                                                 | POL Monika Hojnisz                                                            | RUS Tatiana Semenova                                              |
| Perseguição    | POL Weronika Nowakowska-Ziemniak                                                 | POL Monika Hojnisz                                                            | RUS Tatiana Semenova                                              |
| Saída em massa | CZE Jitka Landova                                                                | POL Weronika Nowakowska-Ziemniak                                              | UKR Iryna Varvynets                                               |
| Misto          |                                                                                  |                                                                               |                                                                   |
| Equipe         | RUS Rússia Larisa Kunetsova Tatiana Semenova Sergei Kliachin Aleksandr Pechenkin | UKR Ucrânia Iryna Varvynets Iana Bondar Vitaliy Kilchytskyy Dmytro Pidruchnyi | CZE Chéquia Jitka Landova Kristyna Cerna Michal Zak Tomas Krupcik |

## Quadro de medalhas
| Ordem | País           | Medalha de ouro | Medalha de prata | Medalha de bronze |    |
| ----- | -------------- | --------------- | ---------------- | ----------------- | -- |
| 1     | RUS Rússia     | 3               | 2                | 3                 | 8  |
| 2     | POL Polônia    | 2               | 4                |                   | 6  |
| 3     | UKR Ucrânia    | 1               | 2                | 2                 | 5  |
| 4     | SRB Sérvia     | 1               |                  | 1                 | 2  |
| 5     | SVK Eslováquia | 1               |                  |                   | 1  |
| 6     | CZE Chéquia    |                 |                  | 2                 | 2  |
| 7     | AUS Austrália  |                 |                  | 1                 | 1  |
| TOTAL | TOTAL          | 9               | 9                | 9                 | 27 |